# (400189) 2006 WJ205
(400189) 2006 WJ205 es un asteroide perteneciente al cinturón de asteroides, descubierto el 28 de octubre de 2006 por el equipo del Mount Lemmon Survey desde el Observatorio del Monte Lemmon, Arizona, Estados Unidos.

## Designación y nombre
Designado provisionalmente como 2006 WJ205.

## Características orbitales
2006 WJ205 está situado a una distancia media del Sol de 2,849 ua, pudiendo alejarse hasta 2,970 ua y acercarse hasta 2,729 ua. Su excentricidad es 0,042 y la inclinación orbital 7,123 grados. Emplea 1757,24 días en completar una órbita alrededor del Sol.

## Características físicas
La magnitud absoluta de 2006 WJ205 es 16,6.